# Francis Preserved Leavenworth
Francis Preserved Leavenworth (* 3. rujna 1858., Mount Vernon, Indiana, SAD; † 12. studenoga 1928.; također i kao Frank Leavenworth) bio je američki astronom. Zajedno s Frankom Mullerom i Ormondom Stoneom otkrio je brojne objekte koji su danas dijelom Novog općeg kataloga maglica, skupova i zvijezda i Indeksnog kataloga maglica, zvjezdanih skupova i galaktika. Pri tome su se služili 26-palačnim teleskopskim refraktorom opservatorija Leander McCormick sveučilišta Virginia u Charlottesvilleu.

## Vanjske poveznice
- Članak Williama O. Beala o Leavenworthu u Popular Astronomy, sv. 37, str. 117. (ADS, engleski)
- Monthly Notices of the Royal Astronomical Society“, sv. 89, str. 312.[neaktivna poveznica] (ADS, engleski)
- Fotografije i popis otkrivenih objekata (engleski)